# Gernicourt
Ne doit pas être confondu avec Guémicourt.
Gernicourt est une commune déléguée de Cormicy et une ancienne commune française, située dans le département de la Marne en région Grand Est.
Avant le 31 décembre 2016, la commune faisait partie du département de l'Aisne et de la région Hauts-de-France.

## Géographie
La commune est arrosée par la rivière Aisne, affluent de l'Oise, vallée qui fut occupée dès le Néolithique comme en témoignent notamment les sites proches de Beaurieux, Cuiry-lès-Chaudardes. Le fond de vallée est encore exploité en gravières sur la commune.

## Toponymie
Gerniaca Cortis, in Vie de Saint Rigobert au VIIe siècle, le saint ayant reçu le domaine de Pépin de Herstal.

## Histoire

### Préhistoire
Des traces d'habitat de la Tène, quatre enclos quadrangulaires, des haches à douille et un cimetière gallo-romain, découvert en 1846.

### Première Guerre mondiale

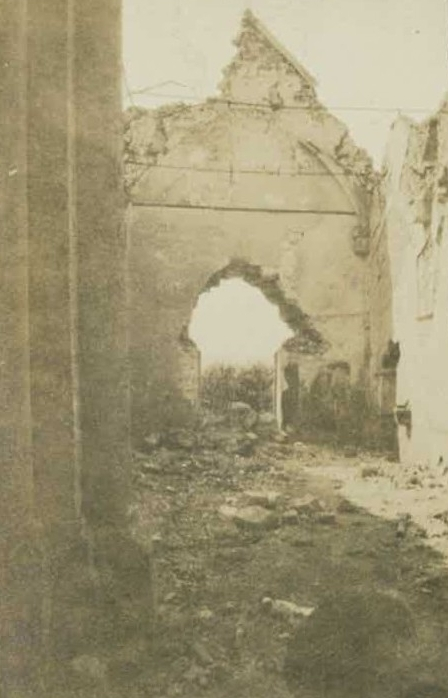
L'église de Gernicourt en ruines, 1915.

### Changement de département
La commune de Gernicourt, dans l'Aisne, ayant émis le souhait de fusionner avec celle de Cormicy, dans la Marne sous le régime de la commune nouvelle, par décret n° 2016-1912 du 28 décembre 2016, elle est rattachée au département de la Marne le 31 décembre 2016. Gernicourt devient le 1er janvier 2017, une commune déléguée de Cormicy par décret du 31 décembre 2016.

## Politique et administration

### Administration municipale
Le nombre d'habitants de la commune étant inférieur à 100, le nombre de membres du conseil municipal était de 7.

### Liste des maires
| Période                                  | Période       | Identité          | Étiquette | Qualité  |
| ---------------------------------------- | ------------- | ----------------- | --------- | -------- |
| Les données manquantes sont à compléter. |               |                   |           |          |
| avant 1988                               | ?             | Jean-Luc Pergand  | DVD       |          |
| mars 2001                                | 2014          | Jean-Jacques Droy |           |          |
| 2014                                     | décembre 2016 | Antoine Sanchez   | SE        | Retraité |

### Liste des maires délégués
| Période      | Période                        | Identité        | Étiquette | Qualité                                 |
| ------------ | ------------------------------ | --------------- | --------- | --------------------------------------- |
| janvier 2017 | En cours (au 1er janvier 2017) | Antoine Sanchez | SE        | Retraité Réélu pour le mandat 2020-2026 |

## Population et société

### Démographie
L'évolution du nombre d'habitants est connue à travers les recensements de la population effectués dans la commune depuis 1793. Pour les communes de moins de 10 000 habitants, une enquête de recensement portant sur toute la population est réalisée tous les cinq ans, les populations de référence des années intermédiaires étant quant à elles estimées par interpolation ou extrapolation. Pour la commune, le premier recensement exhaustif entrant dans le cadre du nouveau dispositif a été réalisé en 2005.

En 2021, la commune comptait 44 habitants, en évolution de −8,33 % par rapport à 2015 (Marne : −1,19 %, France hors Mayotte : +2,11 %).
| 1793 | 1800 | 1806 | 1821 | 1831 | 1836 | 1841 | 1846 | 1851 |
| ---- | ---- | ---- | ---- | ---- | ---- | ---- | ---- | ---- |
| 107  | 127  | 117  | 111  | 126  | 117  | 129  | 131  | 132  |

| 1856 | 1861 | 1866 | 1872 | 1876 | 1881 | 1886 | 1891 | 1896 |
| ---- | ---- | ---- | ---- | ---- | ---- | ---- | ---- | ---- |
| 128  | 109  | 100  | 87   | 98   | 92   | 105  | 120  | 111  |

| 1901 | 1906 | 1911 | 1921 | 1926 | 1931 | 1936 | 1946 | 1954 |
| ---- | ---- | ---- | ---- | ---- | ---- | ---- | ---- | ---- |
| 81   | 85   | 98   | 18   | 84   | 96   | 120  | 86   | 79   |

| 1962 | 1968 | 1975 | 1982 | 1990 | 1999 | 2005 | 2006 | 2010 |
| ---- | ---- | ---- | ---- | ---- | ---- | ---- | ---- | ---- |
| 65   | 76   | 55   | 43   | 59   | 55   | 65   | 69   | 50   |

| 2015 | 2020 | 2021 | - | - | - | - | - | - |
| ---- | ---- | ---- | - | - | - | - | - | - |
| 48   | 43   | 44   | - | - | - | - | - | - |

## Culture locale et patrimoine

### Lieux et monuments
- L'église Saint-Pierre, largement détruite après la Première Guerre mondiale[11], est reconstruite ensuite.
- La chapelle Saint-Rigobert de Gernicourt.
- Le calvaire.
- La source.

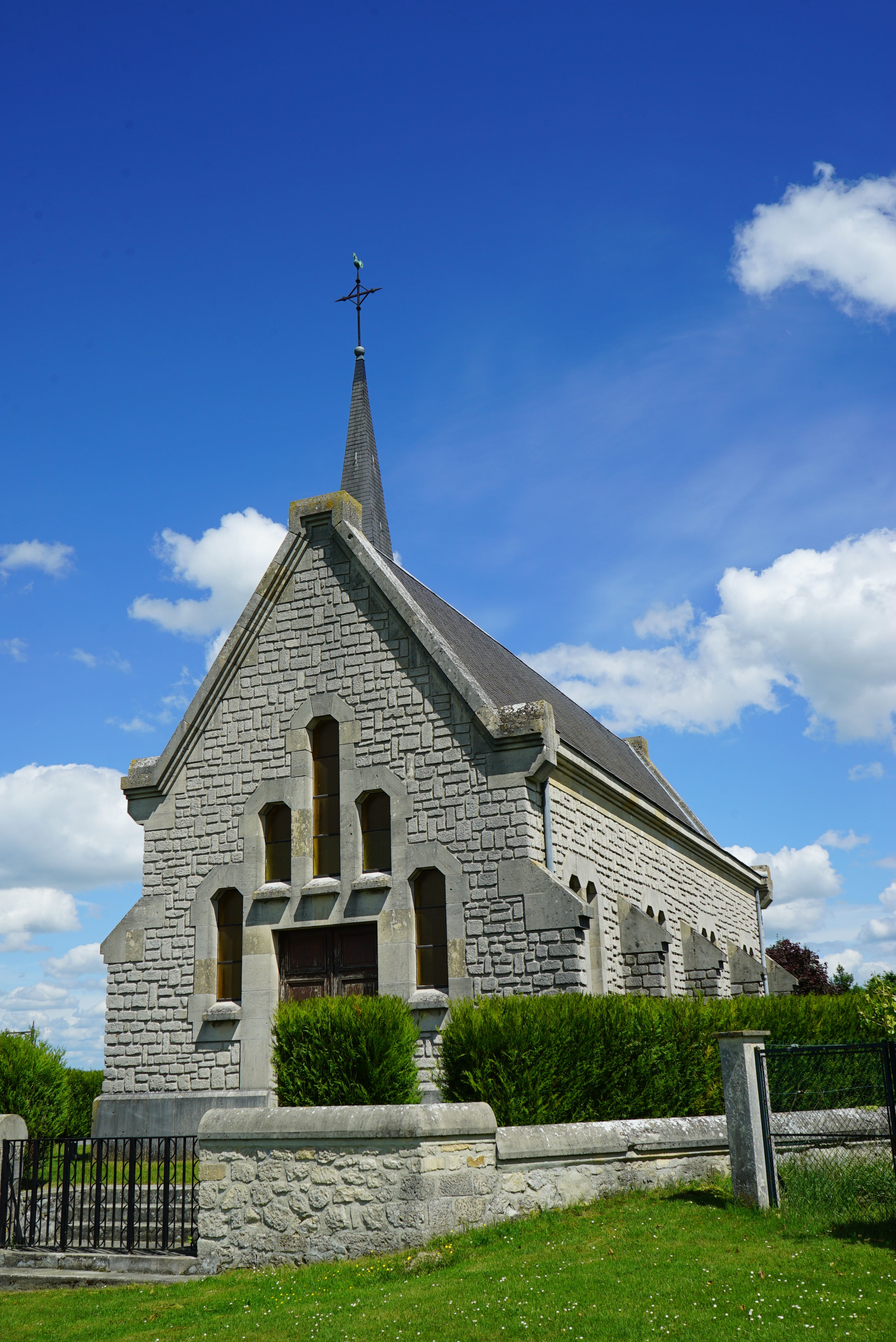
L'église Saint-Pierre.
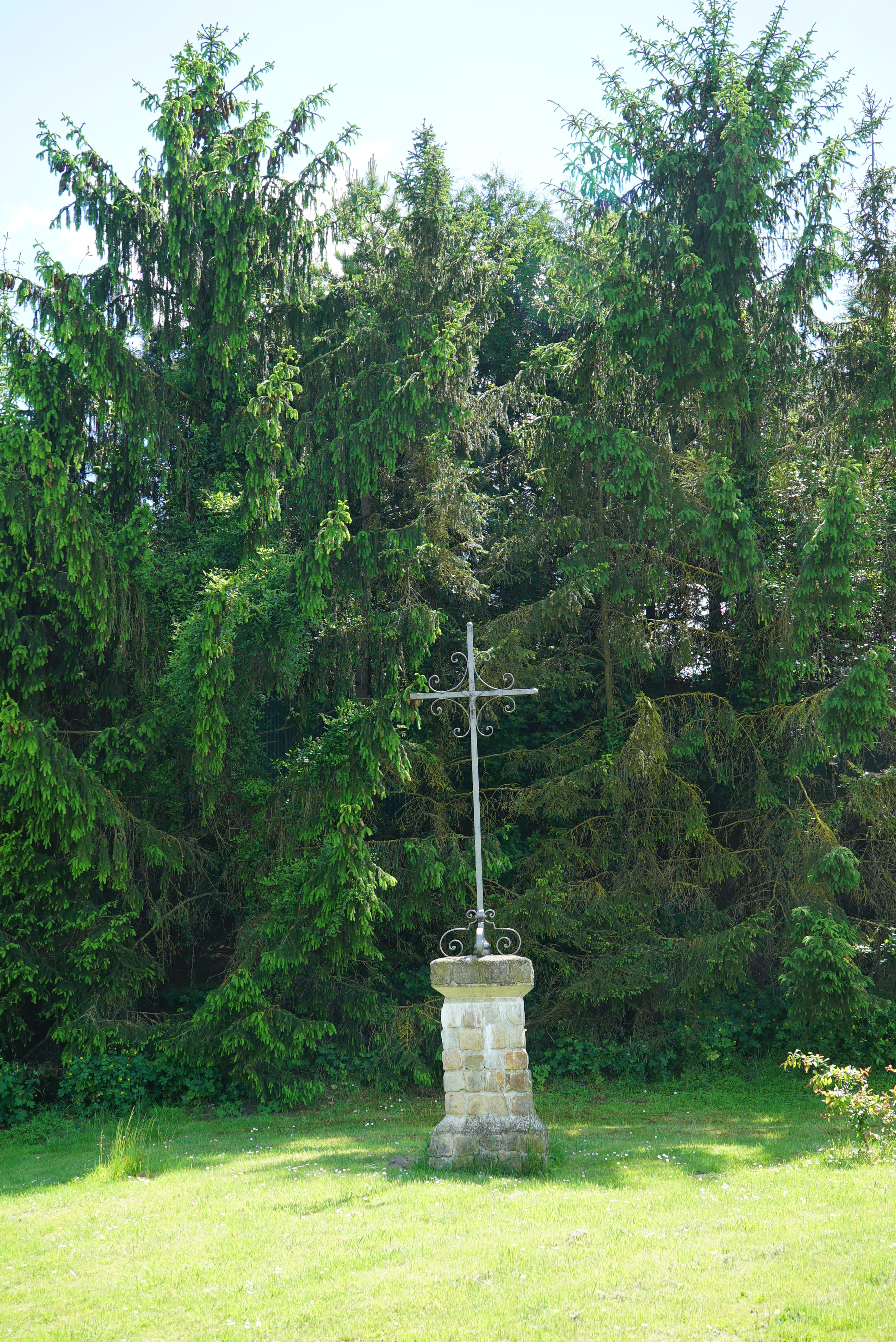
Croix de chemin.
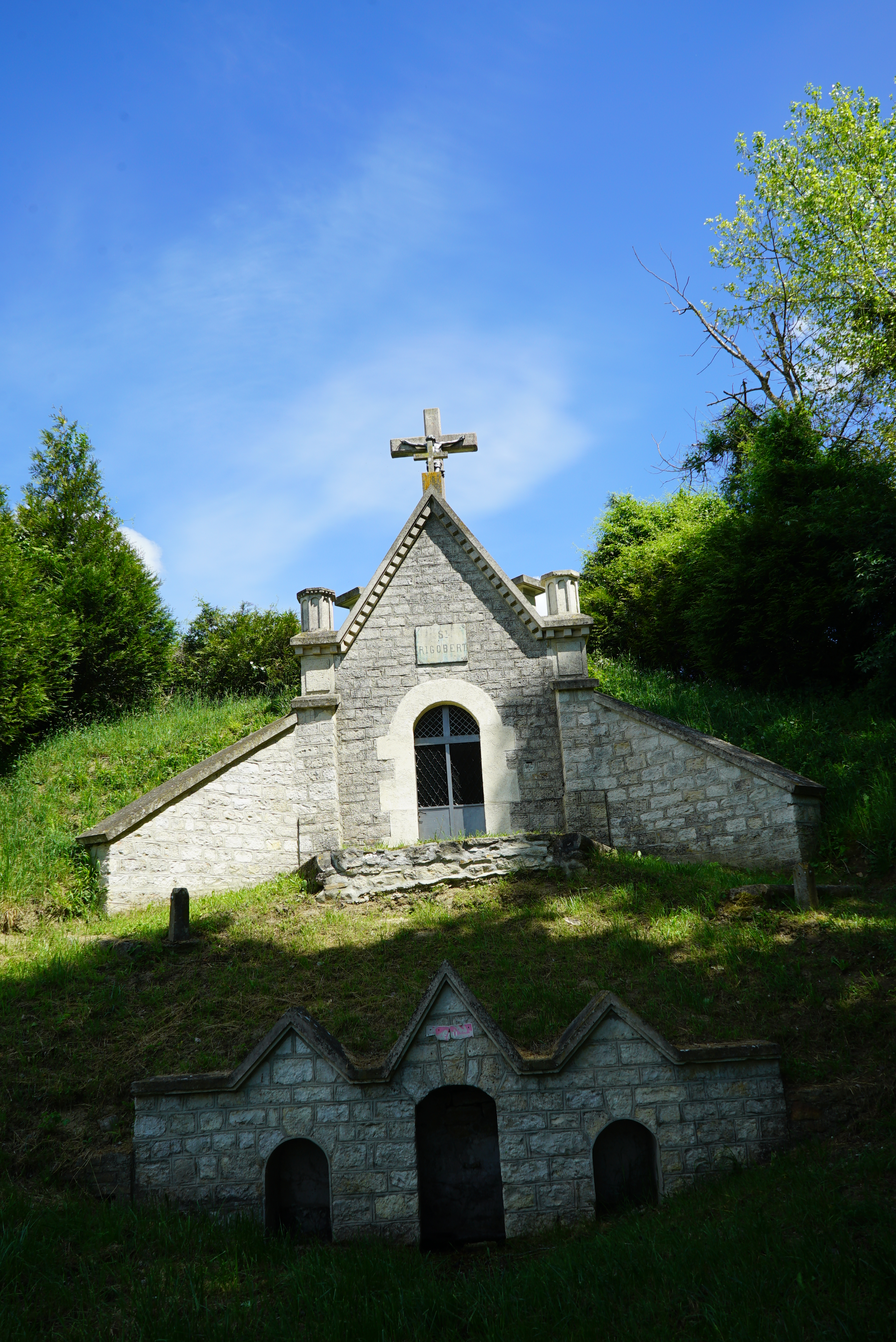
Chapelle.